# スカル・ラビシエ
スカル・ラビシエ  (Skal Labissière 1996年3月18日 - )は、ハイチ・ポルトープランス出身のバスケットボール選手。ポジションはPF/C。

## 来歴
ハイチの首都ポルトープランスで生まれ育ったラビシエは、2010年に発生したハイチ地震で、家族が重傷を負い、ラビシーレも足を負傷するという事態に遭遇。その後何とか立ち直ったラビシーレは、家族を助ける為にNBA選手を目指すことを決意し渡米。テネシー州メンフィスの高校で活躍し、大学は名門ケンタッキー大学に進学。名将ジョン・カリパリの下でプレーし、2015-16シーズンを平均6.6得点3.1リバウンドの成績を記録したところで2016年のNBAドラフトにアーリーエントリーを表明。28位でフェニックス・サンズから指名されて後サクラメント・キングスとの間でトレードが成立。NBAサマーリーグを経てキングスの一員としてラビシーレのNBA生活がスタートした。ルーキーシーズンの2016-17シーズンは、傘下のリノ・ビッグホーンズで過ごしていたが、デマーカス・カズンズの放出後に出場時間が増え、2017年3月15日のフェニックス・サンズ戦では32得点11リバウンドを記録した。
しかし、NBAには定着出来ず、2018-19シーズン途中にポートランド・トレイルブレイザーズに放出。2020-21シーズン以降はNBAチームとの契約も出来ず、2021年2月にウェストチェスター・ニックスと契約。同年夏のNBAサマーリーグではサンアントニオ・スパーズのメンバーでプレーしたものの、契約には至らなかった